# Vauxbuin French National Cemetery
 Vauxbuin French National Cemetery is een Britse militaire begraafplaats met gesneuvelden uit de Eerste Wereldoorlog, gelegen in de Franse gemeente Vauxbuin in het departement Aisne. De begraafplaats ligt langs de N2 op 1,5 km ten zuidwesten van het centrum van de gemeente (gemeentehuis). Ze ligt tussen de Franse militaire begraafplaats Nécropole nationale de Vauxbuin en de Duitse militaire begraafplaats Deutscher Soldatenfriedhof Vauxbuin. Het terrein heeft een rechthoekig grondplan met een oppervlakte van 1.240 m². Er staat geen Cross of Sacrifice. 
De begraafplaats wordt onderhouden door de Commonwealth War Graves Commission.
Er liggen 281 Britse soldaten begraven waaronder 120 niet geïdentificeerde.

## Geschiedenis
Vauxbuin werd op 31 augustus 1914 door de British Expeditionary Force gepasseerd tijdens de terugtocht vanuit Bergen. In 1918 vochten Britse troepen in de buurt. Na de wapenstilstand werden Britse soldaten die behoorden tot de 4th, 5th, 15th (Scottish) en de 34th Divisions en sneuvelden in 1914 en 1918, hier begraven. Zij werden overgebracht vanuit de volgende ontruimde begraafplaatsen: Ambleny French National Cemetery en Le Pressoir French Military Cemetery in Ambleny, Dommiers British Cemetery in Dommiers, Longpont French Military Cemetery in Longpont, Pargny-Filain Communal Cemetery in Pargny-Filain, Soissons Communal Cemetery Extension in Soissons, Terny-Sorny French Military Cemetery in Terny-Sorny, Vezaponin Communal Cemetery French Extension in Vézaponin, Vauxbuin Communal Cemetery en Vauxbuin (1870) French Military Cemetery (Cimetière des Fusillés) in Vauxbuin en Villers-Helon French Military Cemetery in Villers-Hélon.
Voor 3 slachtoffers werden Special Memorials opgericht omdat men aanneemt dat ze onder naamloze grafzerken begraven liggen.
- F. Johnson, soldaat bij de Royal Fuseliers was slechts 17 jaar toen hij sneuvelde.

## Onderscheiden militairen
- James Alexander Turner, luitenant-kolonel bij de Royal Scots werd onderscheiden met de Distinguished Service Order en het Military Cross (DSO, MC).
- Stuart K. Reid, kapitein bij het Royal Sussex Regiment werd onderscheiden met het Military Cross (MC).
- sergeant W. Ward en de korporaals A. Rabbage en George Cox ontvingen de Military Medal  (MC).